# 스페이스 퓨리
스페이스 퓨리는 그렘린 인더스트리스에서 개발한 1981년 다방향 슈팅 아케이드 게임이다. 세가/그렘린은 1981년 6월에 북미에서 게임을 출시했으며 세가는 1981년 7월에 일본에서 발매했다. 이 게임은 컬러 벡터 그래픽을 사용한 최초의 게임이며, 음성 합성을 사용한 세가의 두 번째 게임이었다. 콜레코는 1983년에 래스터 그래픽이 포함된 콜레코비전 버전을 발표했다.

## 게임 플레이

아케이드 스크린샷

플레이어는 외계인 우주선과 싸우는 우주선을 제어하며, 네 개의 버튼으로 제어된다: 왼쪽 회전, 오른쪽 회전, 추력 및 발사. 플레이어는 처음 세 레벨에 대해 다른 업그레이드를 할 수 있다. 첫번째 업그레이드는 플레이어가 3방향 패턴으로 사격할 수 있도록 하는 기능이고, 두번째 업그레이드는 플레이어가 앞뒤로 동시에 발사할 수 있게 하는 기능이며, 세 번째 업그레이드는 전방에 화력을 집중시키는 기능이다.
다음 라운드가 끝나면 플레이어는 다른 포탄을 선택할 수 있지만 여러 포탄을 동시 사용할 수는 없다. 라운드 사이와 유인 모드 동안 적은 합성된 음성을 사용하여 플레이어를 조롱하며 게임은 무기한 계속되지만 레벨 4가 완료되면 점수 계산이 중지된다.
각 레벨이 시작될 때 아론 콥랜드의 보통 사람들을 위한 팡파르에서 나온 구절들이 합성되어 재생됩니다.

### 외계인 사령관의 구절
1. "감히 내 제국 함대에 도전할 자가 있느냐?"
2. "그래서! 내 오락을 위한 생물이구만. 전투를 준비하라!"
3. "그래서 내 정찰병을 무찔렀나? 글쎄, 내 순양함이 널 파괴 할 것이다."
4. "너는 나를 귀찮게 하기 시작하지 마라, 생물. 내 파괴자들이 너를 전멸시킬 것이다!"
5. "넌 살아남았군! 군함들이여, 이 성가신 놈을 즉시 처리하라!"
6. "잘 했군. 내 함대 전체와 싸울 준비나 해!"
7. "우리의 전투는 끝났다, 전사. 당신은 [간단한/재미있는/괜찮은/자극적인/뛰어난] 상대였다"(점수에 따라 다름).

## 개발
스페이스 퓨리는 일렉트로홈에서 개발한 컬러 모니터를 사용하여 출시된 최초의 벡터 그래픽 게임이었다. 세가/그렘린에서 배부한 G80 그래픽 시스템 키트의 일부인 XY 모니터에서는 아케이드 캐비닛에서 벡터 또는 래스터 게임으로 변환이 가능했다.